# Richard Edblom

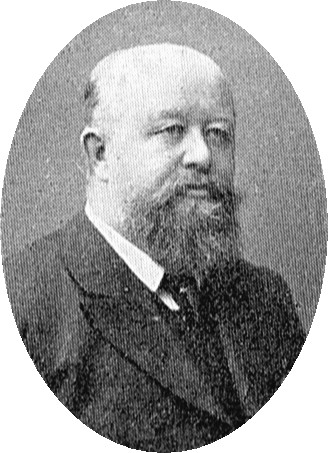
Richard Edblom.

Johan Richard Edblom, född 2 februari 1859 i Kyrkefalla socken i Västergötland, död 18 februari 1923 i Norra Fågelås socken, var en svensk byggmästare.

## Biografi
Edblom inflyttade till Stockholm 1881 och studerade vid Tekniska skolan 1882–1883. Han var verkmästare hos byggmästaren Joel Nyberg 1881–1886. Den 4 mars 1891 blev han godkänd av Byggnadsnämnden i Stockholm att få uppföra byggnader i staden. Han vann 1898 burskap vid Murmästareämbetet som mästare nummer 182. Edblom var bland annat ledamot i muraryrkesskolans styrelse 1903–1907 och fullmäktige i Centrala Arbetsgivareförbundet 1908–1912. Edblom var gift med Maria Josefina Jonsson (född 1862). Deras son, Karl Isak Edblom (född 1885), blev också byggmästare.

### Arbeten i urval

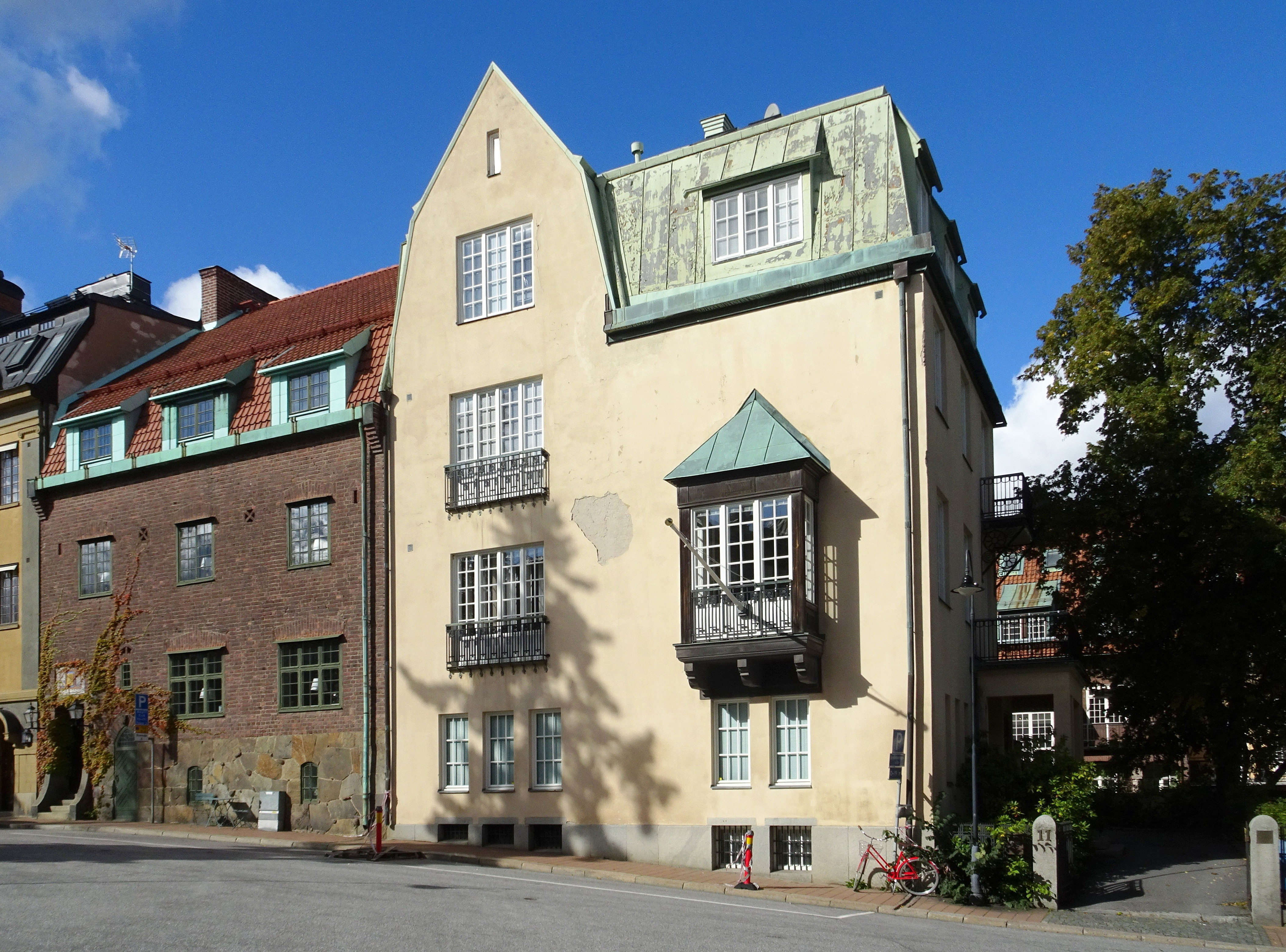
Tofslärkan 10, Tyrgatan 11.

Mellan 1888 och 1914 uppförde han flera bostadshus i huvudstaden, bland annat tre stadsvillor i Lärkstaden: Tofslärkan 4 (tillsammans med sonen Karl Isak), Tofslärkan 6 och Tofslärkan 10.
- Restaurering av Floby kyrka (1877–1878)
- Två privathus i Falköping (1879–1880)
- Två villor i Mösseberg (1880)
- Ormen större 8, Mariagränd 4 (1889–1890)
- Kasernen 12, Torstenssonsgatan 11 (1892)
- Kasernen 3, Grev Magnigatan 10 (1894)
- Skravelberget större 12, Birger Jarlsgatan 6 (1895–1896)